# Матрай, Эрнст
Эрнст Матрай (нем. Ernst Matray; 27 мая 1891, Будапешт — 12 ноября 1978, Лос-Анджелес) — венгерский танцовщик, хореограф, актёр и кинорежиссёр.

## Биография
Макс Рейнхардт приметил танцовщика Эрнста Матрая во время гастролей его труппы в Будапеште в 1907 году и пригласил его на работу в Немецком театре в Берлине. Матрай получил известность благодаря специально написанным для него комическим ролям. В театре Матрай также работал актёром, артистом пантомимы и хореографом.
Эрнст Матрай снимался в кино в экранизациях Макса Рейнхардта, в годы Первой мировой войны он снялся в нескольких кинокомедиях в гротескных танцевальных ролях. Несколько раз Матрай сам выступал в роли режиссёра. Вместе с Эрнстом Любичем Матрай основал киностудию Malu-Film. Вместе с первой супругой Гретой Шрёдер писал сценарии. В 1922 году Матрай возглавил Международное общество пантомимы. Вместе со своим коллективом он гастролировал по Германии и Европы. В 1924 году развёлся с Гретой Шрёдер, а в 1927 году женился на актрисе Марии Сольвег.
Последнее выступление балета Матрая состоялось во дворце Ufa в 1933 году, затем супруги эмигрировали в США через Великобританию. В Америке они работали хореографами в различных ревю. По протекции Вильгельма Дитерле и Рейнгольда Шюнцеля в 1939 году Матраи работали над хореографией нескольких голливудских фильмов.
В 1953 году Матраи обосновались в Цюрихе. Матрай поставил в Немецком драматическом театре в Гамбурге «Жоржа Дандена» Мольера и «Парижскую жизнь» Оффенбаха, работал хореографом на телевидении. В 1955 году Эрнст Матрай расстался с супругой и вернулся в США. После официального развода в 1962 году женился на американке Элизабет Маккинли. В последние годы жизни увлекался живописью.

## Фильмография
Актёр
| - 1912: Das Mirakel - 1913: Tangofieber - 1913: Die Insel der Seligen - 1914: Das Liebesbarometer - 1914: Eine venezianische Nacht - 1914: Die Erbtante - 1915: Zucker und Zimt - 1915: Die Direktion verlobt sich - 1915: Die bösen Buben - 1915: Eine Lausbubengeschichte | - 1915: Marionetten - 1915: Teufelchen - 1915: Die Goldfelder von Jacksonville - 1917: Hilde Warren und der Tod - 1918: Ticky-Tacky - 1920: Weltbrand - 1920: O du Quetschfalte meines Herzens - 1921: Kameraden - 1922: Nathan der Weise - 1924: Die wunderlichen Geschichten des Theodor Huber |

Хореограф
| - 1930: Dolly macht Karriere - 1936: Парижская жизнь / La vie parisienne - 1939: Balalaika - 1939: The Hunchback of Notre Dame - 1940: Waterloo Bridge - 1940: Гордость и предубеждение / Pride and Prejudice - 1941: A Woman’s Face - 1941: Доктор Джекилл и мистер Хайд / Dr. Jekyll and Mr. Hyde | - 1942: Seven Sweethearts - 1942: Random Harvest - 1943: The Human Comedy - 1943: Presenting Lily Mars - 1945: Delightfully Dangerous - 1947: The Private Affairs of Bel Ami - 1954: Fräulein vom Amt |

Режиссёр
- 1915: Das Phantom der Oper
- 1916: Ramara
- 1916: Schloss Phantom
- 1944: Adventure in Music
- 1955: Abschiedsvorstellung
- 1955: Musik, Musik und nur Musik